# سحر طلعت مصطفى
سحر طلعت مصطفى هي عضو مجلس النواب عن دائرة سيدي جابر بالإسكندرية منذ عام 2015، تولت رئاسة لجنة السياحة والطيران المدني لثلاث دورات متتالية قبل أن تتنازل عن رئاستها خلال الدورة البرلمانية الحالية، وهي سيدة أعمال من عائلة عريقة لها تاريخ في مجال السياسة والاقتصاد، مهتمة بقضايا المرأة والطفل والشباب وحماية التراث والحفاظ على الهوية المصرية، ولها العديد من النشاطات الاجتماعية والخيرية.

## النشأة والتعليم
ولدت «سحر طلعت مصطفى» في الإسكندرية، وهي نجل رجل الأعمال الراحل طلعت مصطفى مؤسس المجموعة العقارية الكبرى باسمه.  
تلقت سحر تعليمها بكلية الآداب قسم اللغة الإنجليزية بجامعة الإسكندرية، ولرغبتها في صقل دراستها القانونية بما يمكنها من أداء الدور البرلماني على أفضل وجه، التحقت العالم الماضي للدراسة بكلية الحقوق بجامعة الإسكندرية.

## الحياة العملية
تعد سحر طلعت مصطفى من أهم سيدات الأعمال في قطاع السياحة والفندقة، وهي مساهمة في مجموعة طلعت مصطفى المملوكة للعائلة والمدرجة بالبورصة المصرية، وتمتلك سحر سلسلة فنادق الفورسيزونز (القاهرة  - شرم الشيخ – الإسكندرية)، وفندق كمبينسكي القاهرة.
منذ توليها عضوية البرلمان، لا تشغل أي منصب تنفيذي منذ انتخابها عضوا بمجلس النواب الحالي عام 2015.
وترأس سيدة الأعمال مجلس الأعمال المصري الروسي لمدة 3 سنوات اعتبارا من أغسطس 2018 بقرار من وزير التجارة والصناعة السابق طارق قابيل.

### النشاط السياسى:
تشغل سحر طلعت مصطفى عضوية المكتب السياسي لائتلاف الأغلبية في البرلمان «دعم مصر»، وهي عضو بمجلس النواب المصري اعتبارا من عام 2015، ترأست لجنة السياحة والطيران المدني بالمجلس لثلاث دورات متتالية، وقررت التنازل عن رئاستها بعد أن قامت بدور كبير في مناقشة العديد من القوانين الهامة والقضايا المتعلقة بالسياحة والآثار وحماية التراث والهوية المصرية.
خلال عضويتها بمجلس النواب قامت بتنظيم العديد من الجولات والزيارات الميدانية برفقة العديد من المسئولين والشخصيات العامة والتي تهدف لدعم النشاط السياحي، بالإضافة إلى استقبال العديد من الوفود الأجنبية وإقامة مباحثات تدعم جهود الحكومة المصرية والمجتمع المدنى لزيادة حركة السياحة الوافدة إلى مصر بما يدر عملة صعبة ويحرك عجلة النشاط الاقتصادي في مصر.

### دعم السياحة
عملت سحر طلعت مصطفى من خلال رئاستها للجنة السياحة والطيران المدنى بمجلس النواب وحتى أثناء عضويتها باللجنة على بذل مجهودات كبيرة لدعم السياحة المصرية، وشاركت بمعارض دولية للترويج للأثار أهمها معرضى «لوس أنجلوس» و«موناكو» بصحبة وزراء الآثار والسياحة.
تقدمت من قبل باقتراح برغبة إلى البرلمان لإنشاء مجموعة وزارية للسياحة على غرار المجموعة الاقتصادية، على أن تضم وزارات السياحة والآثار والطيران والنقل والتنمية المحلية والداخلية، من أجل التنسيق في ملف السياحة، حيث إن ملف السياحة متشابك ومحتاج إلى تضافر الجهود لتوفير البنية الأساسية للسائح بداية من الطرق وحركة الطيران وتجهيز الأماكن السياحية وغيرها، وبالتالى نحتاج إلى مجموعة للسياحة بحضور كل الوزراء المعنيين.
كما تولت مناقشة ملف تطوير منطقة الأهرامات والمتحف الكبير أثناء رئاستها للجنة السياحة، ووضعت اللجنة مجموعة من التوصيات بجانب الزيارات الميدانية، وقامت بتنفيذها خلال مناقشة قانون الاستثمار، من خلال التواصل مع المستثمرين في مجال السياحة.
دعت إلى إنشاء متحف خاص للأقصر ويمكن تسويقه بشكل خاص في الخارج، كما طالبت بوضع خطة طويلة المدى وفق أولويات معينة للمناطق الأثرية والسياحية حتى نصل المستوى اللائق.

### دعم قضايا المرأة والطفل والشباب
تعد سحر طلعت مصطفى من أهم الداعمات لقضايا المرأة والطفل والحفاظ على حقوقهم. كان لها مواقف حاسمة في المطالبة برفع نسبة تمثيل المرأة في مجلس النواب إلى 30%.
وتشغل سحر عدد من المناصب ذات الصبغة الاجتماعية في مجال دعم قضايا المرأة والطفل، فهى عضو مجلس إدارة الجمعية المصرية العامة لحماية الأطفال، عضو المجلس القومي للمرأة بالإسكندرية.
وكان الشباب في بؤرة اهتمام سحر طلعت مصطفى عضوة مجلس النواب، خاصة أبناء محافظتها الإسكندرية ودائرتها سيدى جابر، وقامت بتنظيم زيارة لعدد من شباب الدائرة إلى مجلس النواب في وقت شديد الأهمية أثناء مناقشة التعديلات الدستورية، وتعرف الشباب على طريقة عمل البرلمان وكيف يتم طرح الرأي والرأى الآخر تحت قبة البرلمان، وعقب هذه الزيارة قاموا بزيارة إلى شارع المعز وهى أحد أهم المناطق التراثية بقلب القاهرة، سعيا منها لتأصيل روح الانتماء والحفاظ على الهوية المصرية لدى الشباب.

### النشاط الخيرى
لسحر طلعت مصطفى العديد من الأنشطة الخيرية، فهى عضو مجلس إدارة وأمين صندوق مؤسسة طلعت مصطفى الخيرية التي تقدم العديد من خدماتها لأهالى منطقة سيدى جابر بالإسكندرية، كما تشغل عضوية الهلال الأحمر بالإسكندرية أيضا، لتعمل على توفير سبل الرعاية الصحية لأهالى الإسكندرية.